# 시마다 슈스케
시마다 슈스케(일본어: 島田 周輔, 1976년 7월 10일 ~ )는 일본의 전 축구 선수이다.

## 구단 경력
1995년 J1리그의 요코하마 마리노스에 입단했다. 1997년부터 1998년까지 요코가와 전기에서 뛰었다. 1999년 J2리그의 알비렉스 니가타로 이적했다. 2000년 일본 풋볼 리그의 오츠카 제약로 이적했다. 2000년후 현역 은퇴.